# ティン・マシーン (アルバム)
『ティン・マシーン』 (Tin Machine)は、イギリスのロックバンド、ティン・マシーンのファースト・アルバム。
1989年6月21日にEMIよりリリースされた。
1995年にヴァージン・レコードより再リリースされた際にボーナス・トラックとして1曲が追加収録された。

## 収録曲
特記なき楽曲はデヴィッド・ボウイ作。
1. ヘブンズ・イン・ヒア - "Heaven's In Here" (6:07)
2. ティン・マシーン - "Tin Machine" (Bowie, Gabrels, Sales, Sales) (3:36)
3. プリズナー・オブ・ラブ - "Prisoner Of Love" (Bowie, Gabrels, Sales, Sales) (4:51)
4. クラック・シティ - "Crack City" (4:36)
5. アイ・キャント・リード - "I Can't Read" (Bowie, Gabrels) (4:53)
6. アンダー・ザ・ゴッド - "Under The God" (4:07)
7. アメイジング - "Amazing" (Bowie, Gabrels) (3:06)
8. ワーキング・クラス・ヒーロー - "Working Class Hero" (John Lennon) (4:42)
9. バス・ストップ - "Bus Stop" (Bowie, Gabrels) (1:42)
10. プリティ・シング - "Pretty Thing"(4:39)
11. ビデオ・クライム - "Video Crime" (Bowie, Sales, Sales) (3:54)
12. ラン - "Run" (Armstrong, Bowie) (3:19)
13. サクリファイス・ユアセルフ - "Sacrifice Yourself" (Bowie, Sales, Sales) (2:11)
14. ベイビー・キャン・ダンス - "Baby Can Dance"(4:57)

### ボーナストラック
1. バス・ストップ (ライヴ・カントリー・ヴァージョン) - "Bus Stop" (Live Country Version) (Bowie, Gabrels) (1:59) ※ヴァージン・レコード盤

## 参加ミュージシャン
- デヴィッド・ボウイ - ボーカル、ギター
- リーヴス・ガブレルス - リードギター
- トニー・セイルス - ベース、ボーカル
- ハント・セイルス - ドラムス、ボーカル

サポート・メンバー
- ケヴィン・アームストロング - ギター、ハモンドオルガン